# 三木金物まつり
三木金物まつり（みきかなものまつり）は、兵庫県三木市福井と上の丸町の三木市役所を中心とする会場で毎年11月第1土曜日と日曜日に開催される金物を中心とした祭典である。

## 概要
1952年10月15日から4日間に渡り、金物見本市として開催されたのが最初であり、1984年に現在の「三木金物まつり」に改称された。そして、1986年（昭和61年）からは、盛大な市民祭りにするため、従来の協賛団体が主催者となった。現在は多彩なイベントが催され、展示や直売会・刃物市などの物産展が開催されている。市内外から、約18万人の来場者が訪れている。 

## 歴史
- 1952年（昭和27年）10月15日 - 同年同月19日まで金物見本市として開催される。[3][4][5]
- 1984年（昭和59年） - 現在の「三木金物まつり」に改称され、開催時期を11月3日を中心に開催される。[1][3][4]
- 1988年（昭和63年） - この年のみ昭和天皇の病状悪化により祭事を中止する。[1]
- 1992年（平成4年）- 開催時期を現在の11月第1土曜日と日曜日に変更する。[1]

## 会場

### 現在の会場

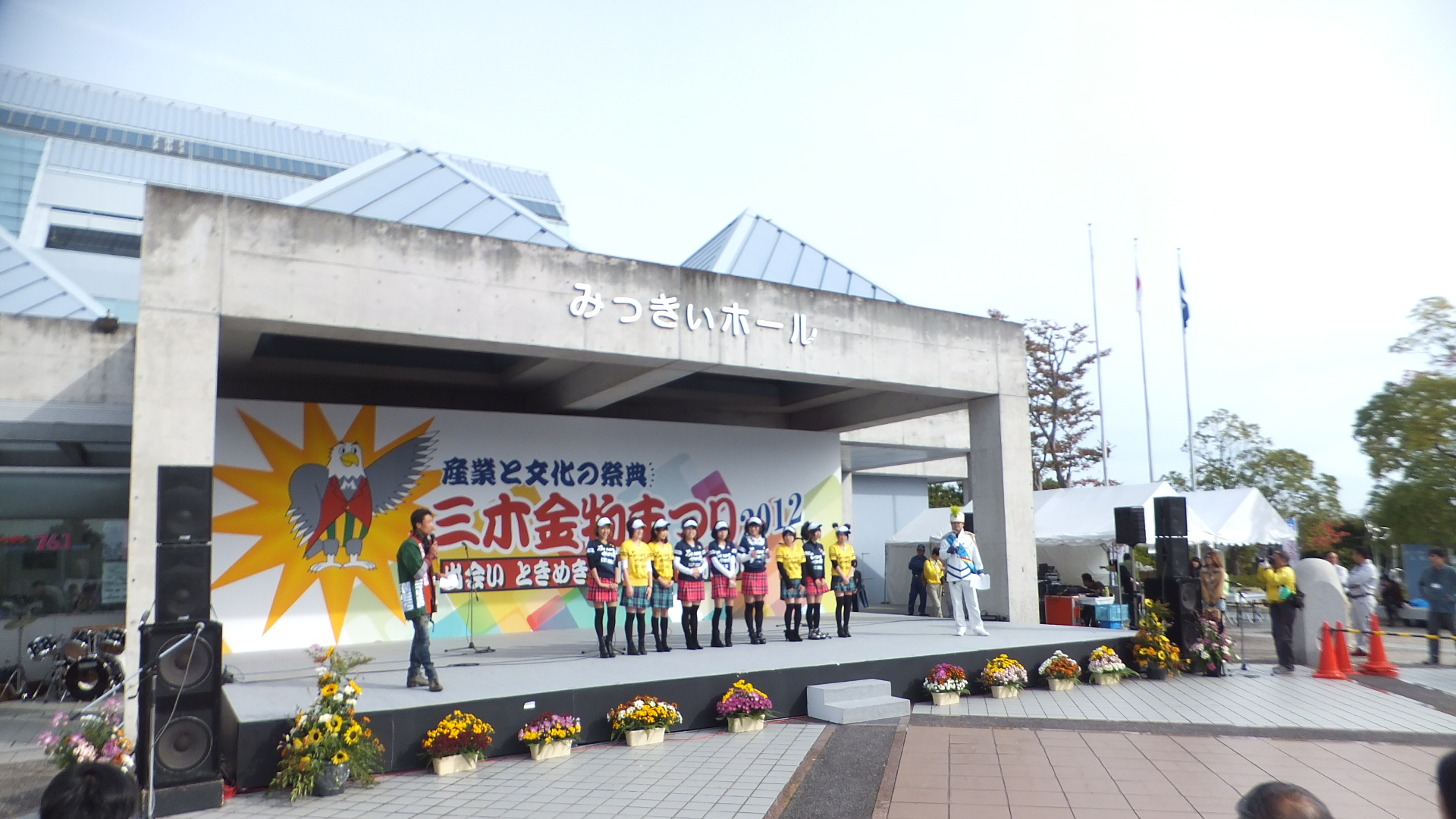
会場の一つであるみっきぃホール

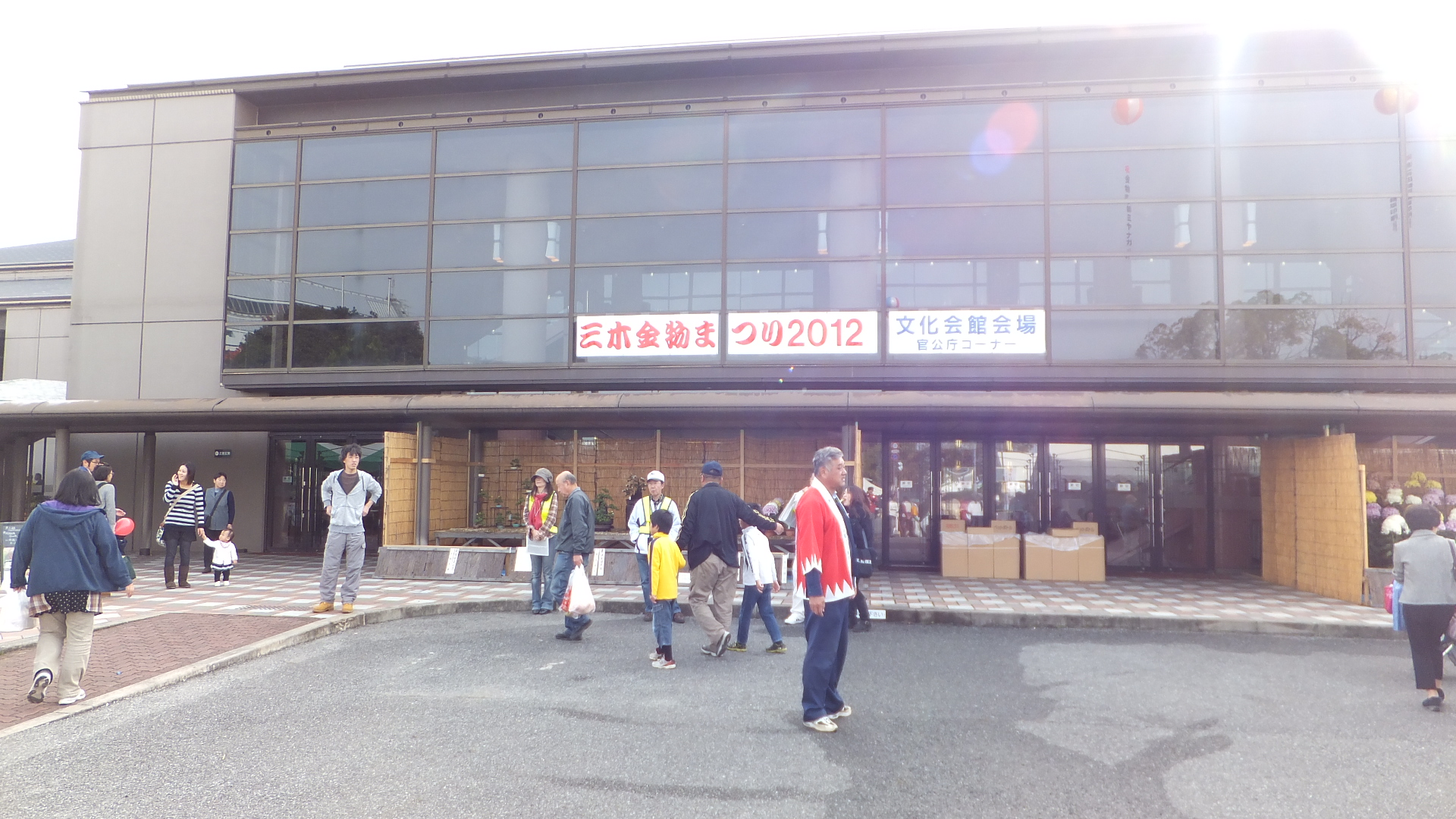
会場の一つである三木市文化会館

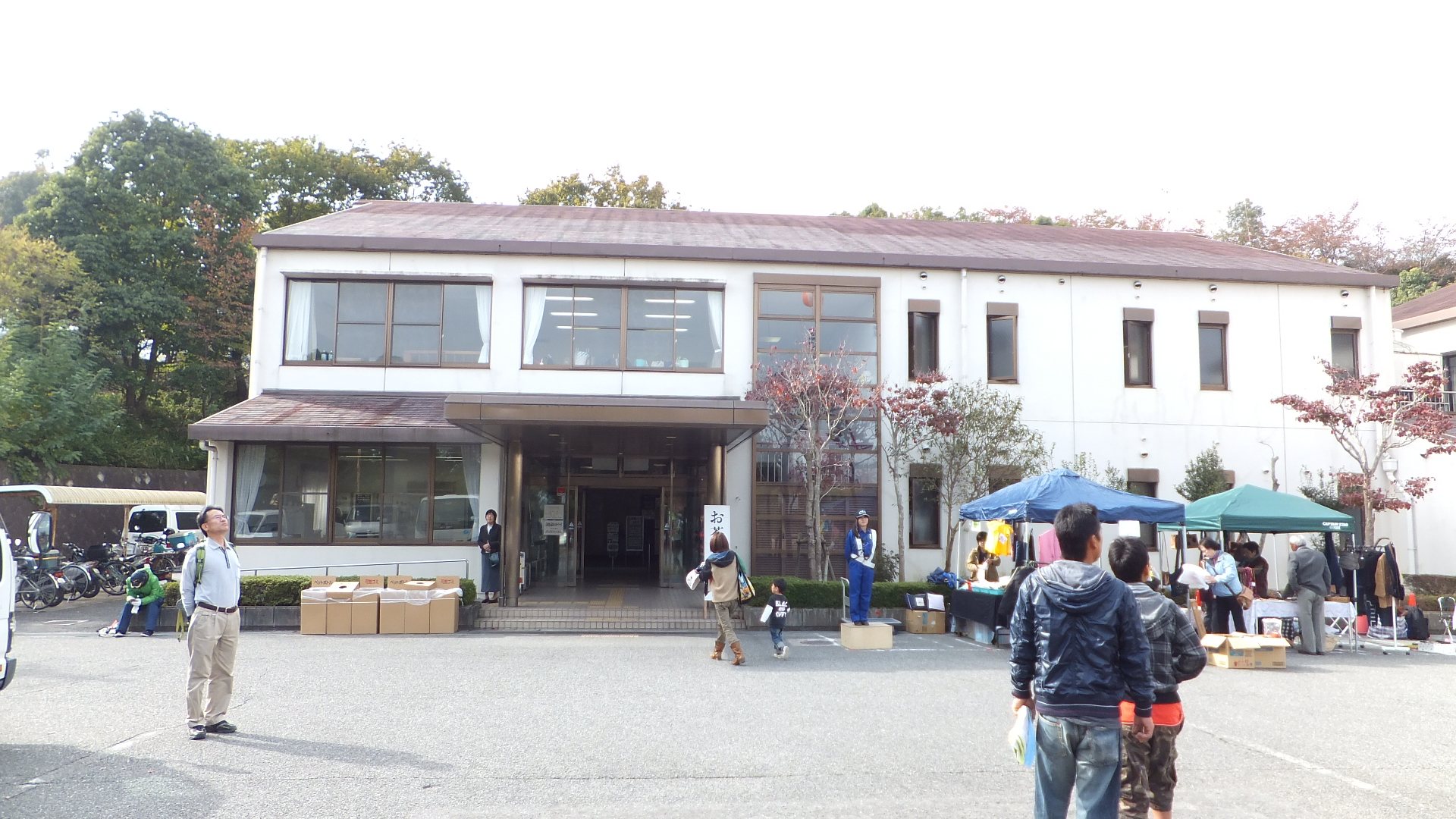
三木市立勤労者福祉センター

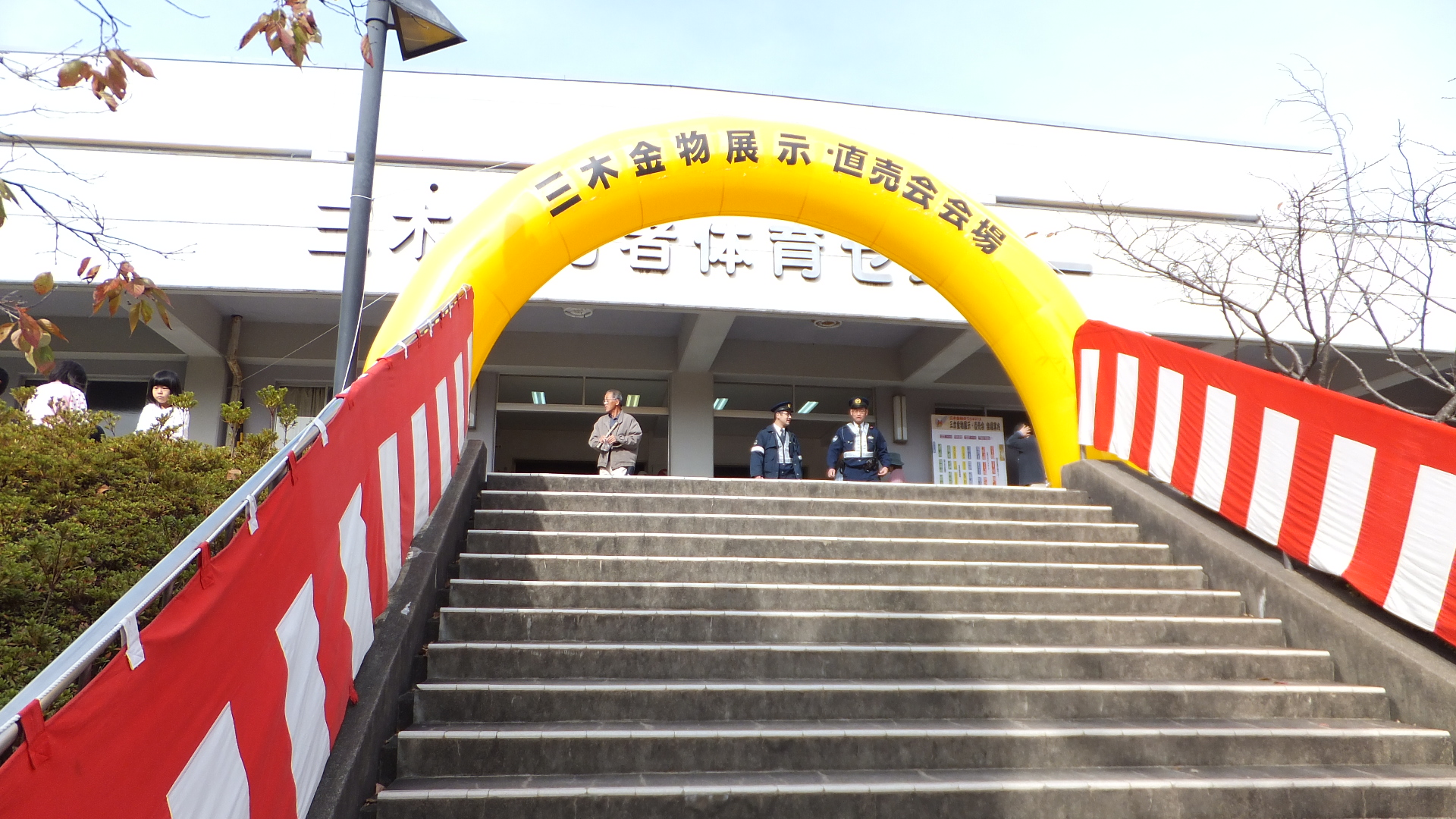
会場の一つである三木勤労者体育センター

1986年から1990年まで・1993年から現在の会場である。
- 三木市役所
  - みっきぃホール
  - みっきぃ広場
- 三木市文化会館
- 三木市立教育センター
  - 駐車場
- 三木市立勤労者福祉センター
- 三木勤労者体育センター
- 道の駅みき
- メッセみき
- 三木ホースランドパーク
- 三木市立金物資料館
- 三木市立堀光美術館
- 金物神社

### 過去の会場
- 三木市立三樹小学校 - 1952年の初回開催時から1979年まで使用された。[1]
- 三木市立体育館 - 1980年から1985年まで使用された。[1]
- 三木山総合公園 - 1991年と1992年に三木市役所の新築移転により、臨時会場として使用された。[1]
- 三木市中央公民館[6]

## 開催概要・開催日・テーマ・開催時間

### 開催概要

#### 第1回金物見本市

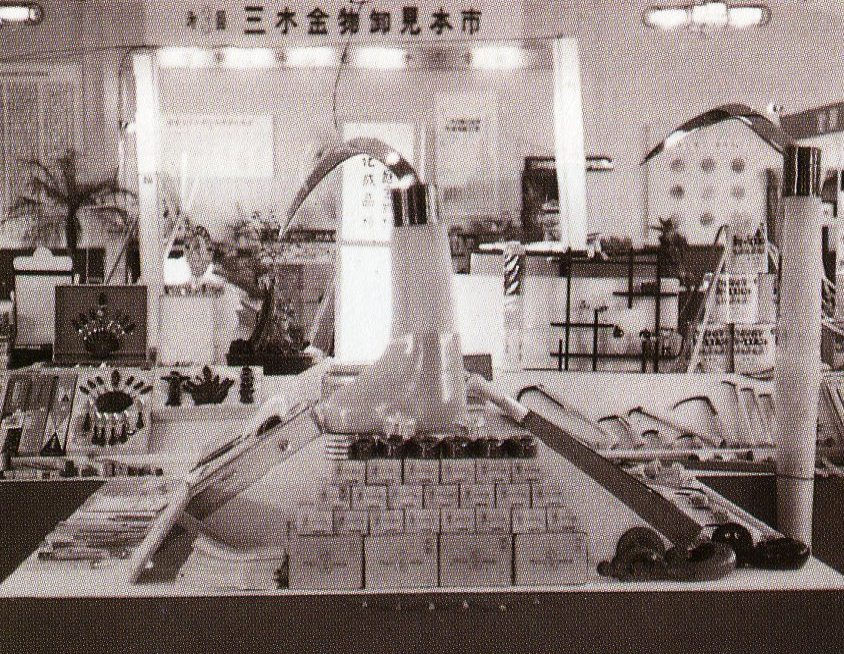
第3回金物見本市の様子
1961年撮影

- 1952年10月15日から19日までの4日間、当時の予算である50万円を投資し、88軒の事業所によって開催された。その内、16日と17日に見本市を開催し、全国の金物業者を招待した。[5]

### 開催日
- 1984年 - この年から毎年11月3日を中心に開催する。[1]
- 1992年 - この年から毎年11月第1土曜日と日曜日に開催する。[1]

### 三木金物振興展
| 回 | 年     | 開催日                                              |
| -- | ------ | --------------------------------------------------- |
| 1  | 1952年 | 10月15日 - 10月19日                                 |
|    | 1955年 | 2月8日 - 2月10日                                    |
| 14 | 1969年 | 4月26日・4月27日                                    |
| 15 | 1970年 | 5月9日・5月10日                                     |
| 16 | 1971年 | 5月22日・5月23日                                    |
| 17 | 1972年 | 5月12日・5月13日                                    |
| 18 | 1973年 | 5月12日・5月13日                                    |
| 19 | 1974年 | 6月29日・6月30日・7月1日 一般公開は6月29日と6月30日 |
| 20 | 1975年 | 不明                                                |
| 21 | 1976年 | 5月8日・5月9日・5月10日 一般公開は5月9日と5月10日   |
| 22 | 1977年 | 5月7日・5月8日・5月9日 一般公開は5月9日と5月10日    |

### 三木金物まつり
| 年     | テーマ                                    | 開催日           |
| ------ | ----------------------------------------- | ---------------- |
| 2000年 | ときめき 大好き 三木のまち                | 11月4日・11月5日 |
| 2001年 | 不明                                      | 11月3日・11月4日 |
| 2002年 | 楽しみいっぱい 三木のまち                 | 11月2日・11月3日 |
| 2003年 | いいもの発見 あふれる楽しさ 三木のまち    | 11月1日・11月2日 |
| 2004年 | 不明                                      | 11月6日・11月7日 |
| 2005年 | 新たな出会い 広がる三木市                 | 11月5日・11月6日 |
| 2006年 | 新しい鼓動 恩吟く 三木のまち              | 11月3日・11月4日 |
| 2007年 | にぎわい ふれあい 美しいまち三木          | 11月3日・11月4日 |
| 2008年 | 匠と出会える 三木のまち                   | 11月1日・11月2日 |
| 2009年 | 金物いっぱい 夢いっぱい 三木のまち        | 11月7日・11月8日 |
| 2010年 | 見て 触れて 新しい発見 三木の金物         | 11月6日・11月7日 |
| 2011年 | がんばろう 日本! 元気 いきいき 金物まつり | 11月5日・11月6日 |
| 2012年 | 出会い ときめき 夢広がる 金物まつり       | 11月3日・11月4日 |
| 2013年 | 金物と歴史にふれあう 金物まつり           | 11月2日・11月3日 |

### 開催時間
| 曜日   | 時間              |
| ------ | ----------------- |
| 土曜日 | 午前9時 - 午後5時 |
| 日曜日 | 午前9時 - 午後4時 |

## 主なイベント

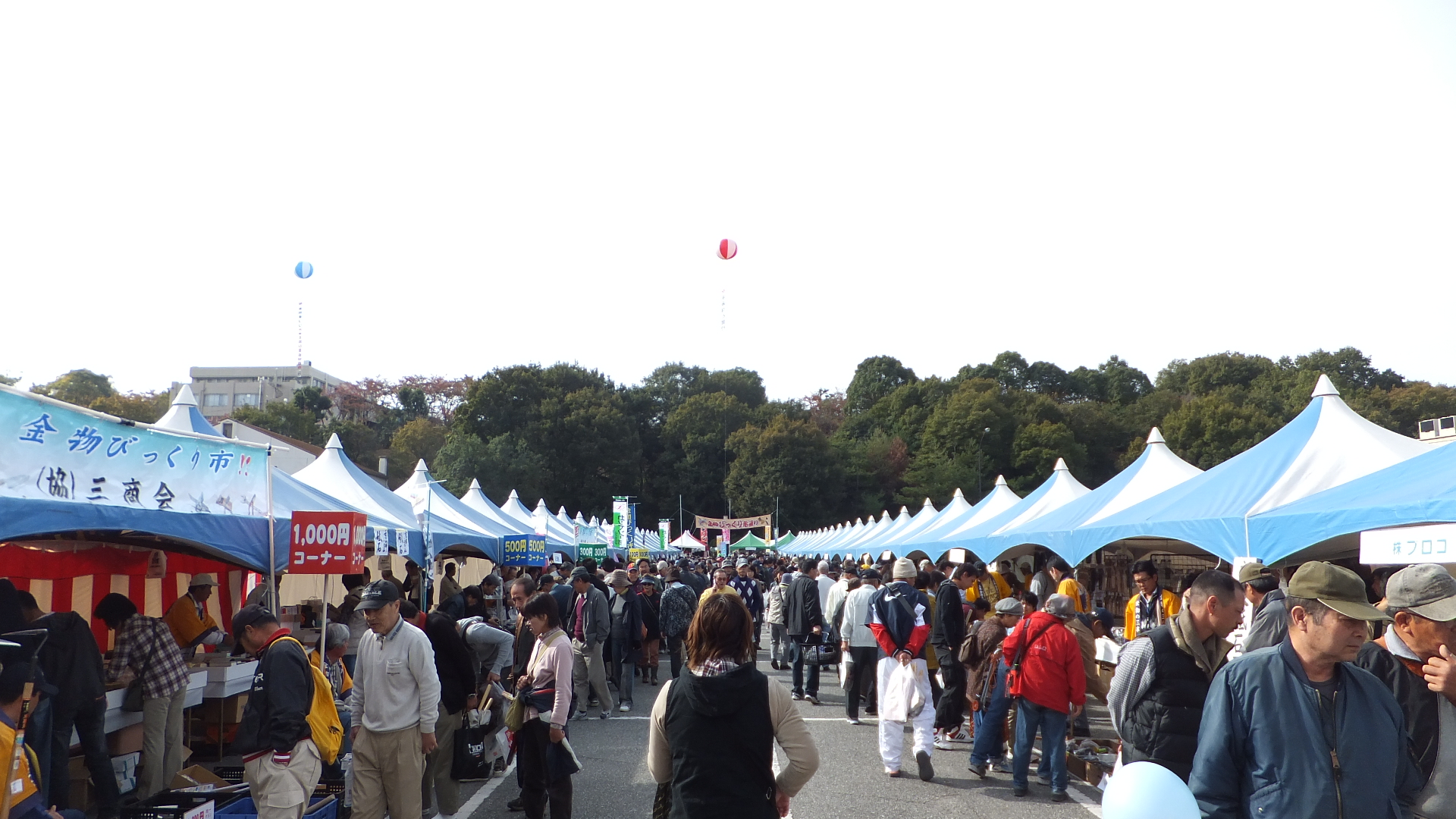
金物びっくり市

- 農業祭
- 金物びっくり市
- 交流物産展

## 脅迫状
- 2008年10月29日に三木商工会議所宛にこの祭事の妨害目的で秋葉原通り魔事件を模倣する事件を起こす脅迫状が届き、開催の是非を検討したが、予定通り開催された。[27] [28]

## アクセス
会場へは神戸電鉄恵比須駅、三木上の丸駅、三木駅などから無料シャトルバスが運行されるほか、みっきぃバスも無料運行される。（一部路線を除く）

### 書籍
- 『三木金物誌』（初版第1刷）三木金物誌刊行会、1953年8月10日。
- 『「広報みき」縮刷版2』（初版第1刷）三木市総務課、1978年3月30日。

### パンフレット
- 『道具のふるさと』（パンフレット）三木金物商工協同組合連合会。